# Edificio Mercosur

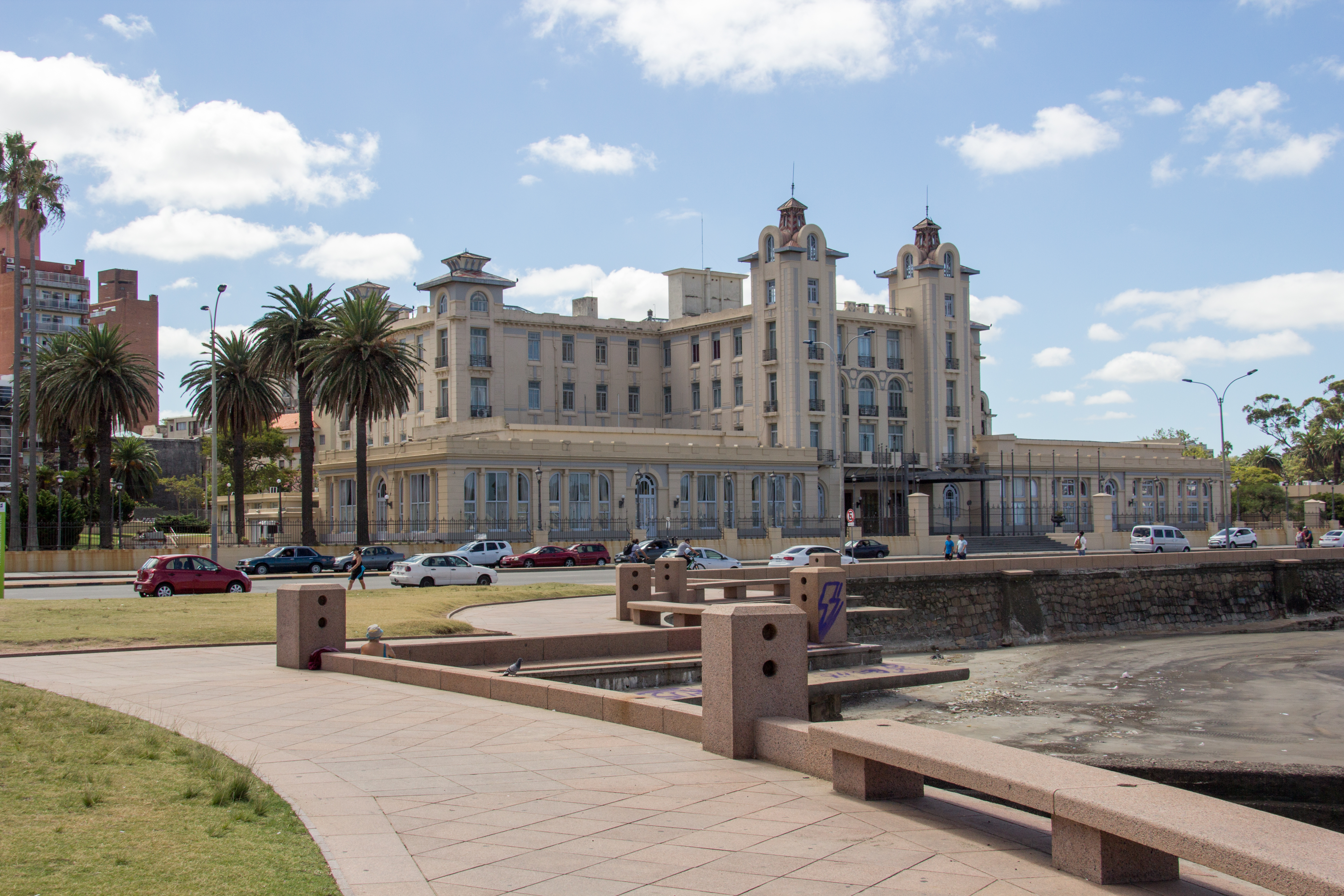
Edificio Mercosur en 2017

Logo de la edificación.

El Edificio del Mercosur o Palacio del Mercosur es un edificio histórico ubicado en Montevideo, Uruguay. Es conocido también como Parque Hotel por su antiguo nombre, aunque originalmente fue conocido como Hotel Teatro-Casino del Parque Urbano. Actualmente se utiliza como sede administrativa del Mercosur y del Parlamento del Mercosur. Está ubicado en el barrio Parque Rodó sobre la playa Ramírez de la rambla de Montevideo, en las inmediaciones del parque José Enrique Rodó.
Fue inaugurado el 30 de diciembre de 1909, después de que la empresa Luis Crodara y Cía obtuviera la autorización por parte de la autoridad municipal para construirlo el 17 de mayo de 1906. Los planos originales fueron hechos por el arquitecto francés Pierre Lorenzi.
El poeta mexicano Amado Nervo falleció en la habitación 42 del hotel, el 24 de mayo de 1919.

## Historia
El 17 de mayo de 1906 la empresa Luis Crodara y Cía obtiene la autorización por parte del gobierno municipal de Montevideo para construir un hotel en las inmediaciones del Parque Urbano. Los planos originales fueron realizados por los arquitectos Guillermo West y el francés Pierre Lorenzi. 
El entonces Hotel -Teatro- Casino del Parque Urbano fue inaugurado el 30 de diciembre de 1909, siendo también el primer casino de América Latina.
El 1 de diciembre de 1915, la Intendencia de Montevideo adquirió el inmueble a la Sociedad Anónima Casino Parque Hotel por una suma de un millón cien mil pesos. En 1938, se realizó una primera ampliación la cual estuvo a cargo del arquitecto Juan Antonio Scasso, reconocido por ser el arquitecto de la construcción original del Estadio Centenario, la cual agregó dos volúmenes: uno sobre la calle Pablo de María y otro sobre la calle Luis Piera. En 1960 se realizó otra ampliación agregándose otros dos volúmenes sobre la calle Pablo de María. En 1975, la Comisión de Patrimonio decidió declararlo Monumento Histórico Nacional. 
En 1997 la Intendencia de Montevideo decidió ceder la titularidad al Ministerio de Relaciones Exteriores para que se instalara allí la Sede Administrativa del Mercosur además de las sedes locales de organismos como la Organización de los Estados Americanos, el Programa Regional del Fondo Internacional de Desarrollo Agrícola y la UNESCO, entre otros.
Desde su inauguración dentro del predio del Parque Hotel funcionó el Casino Parque Hotel, el cual debió de mudarse para instalar el pleno del Parlamento del Sur en el antiguo sitio del casino. El Casino Municipal debió mudarse hacia la Casa de Andalucía, un edificio ubicado dentro del Parque Rodó.

## Galería de imágenes

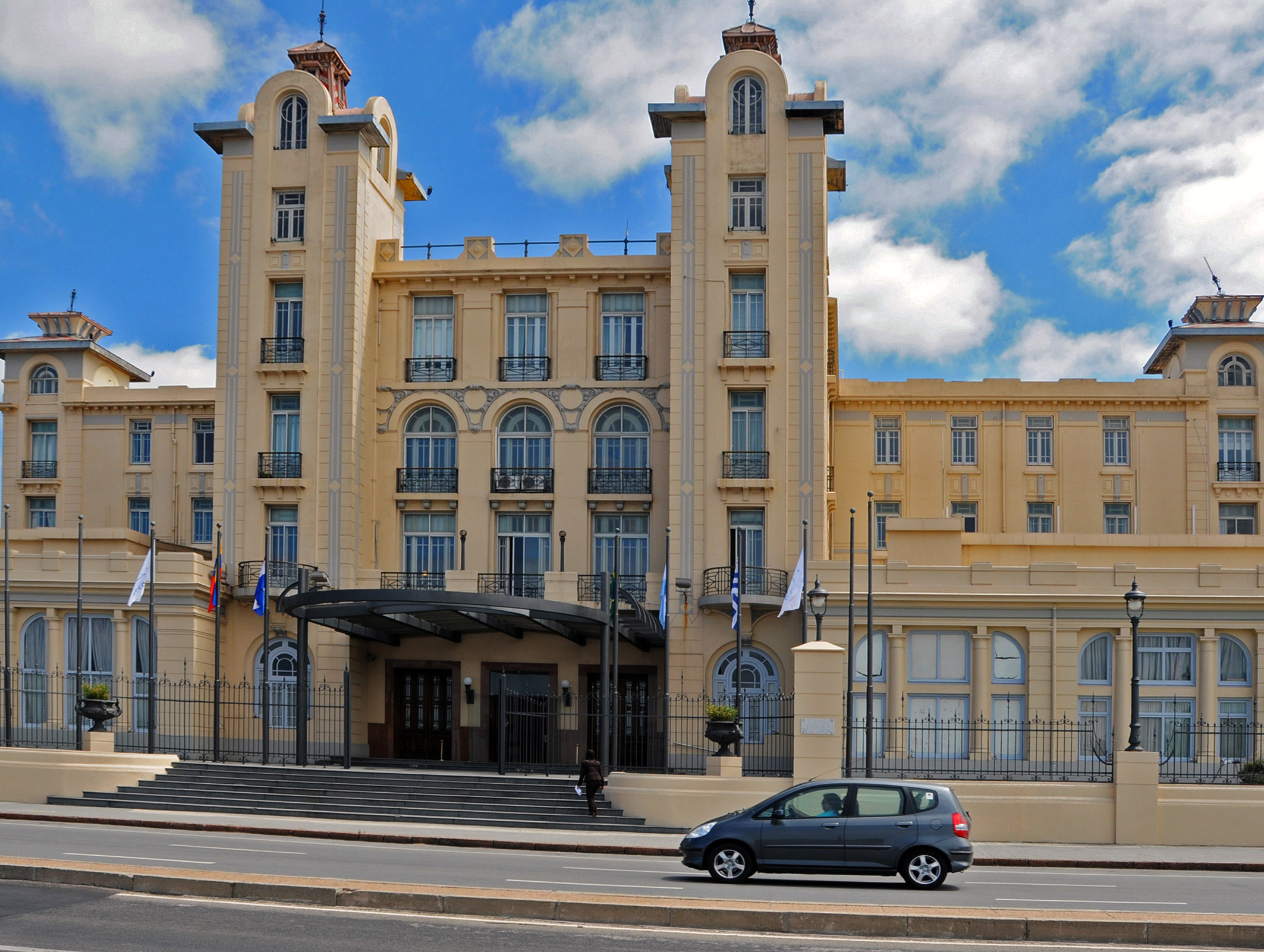
En 2010
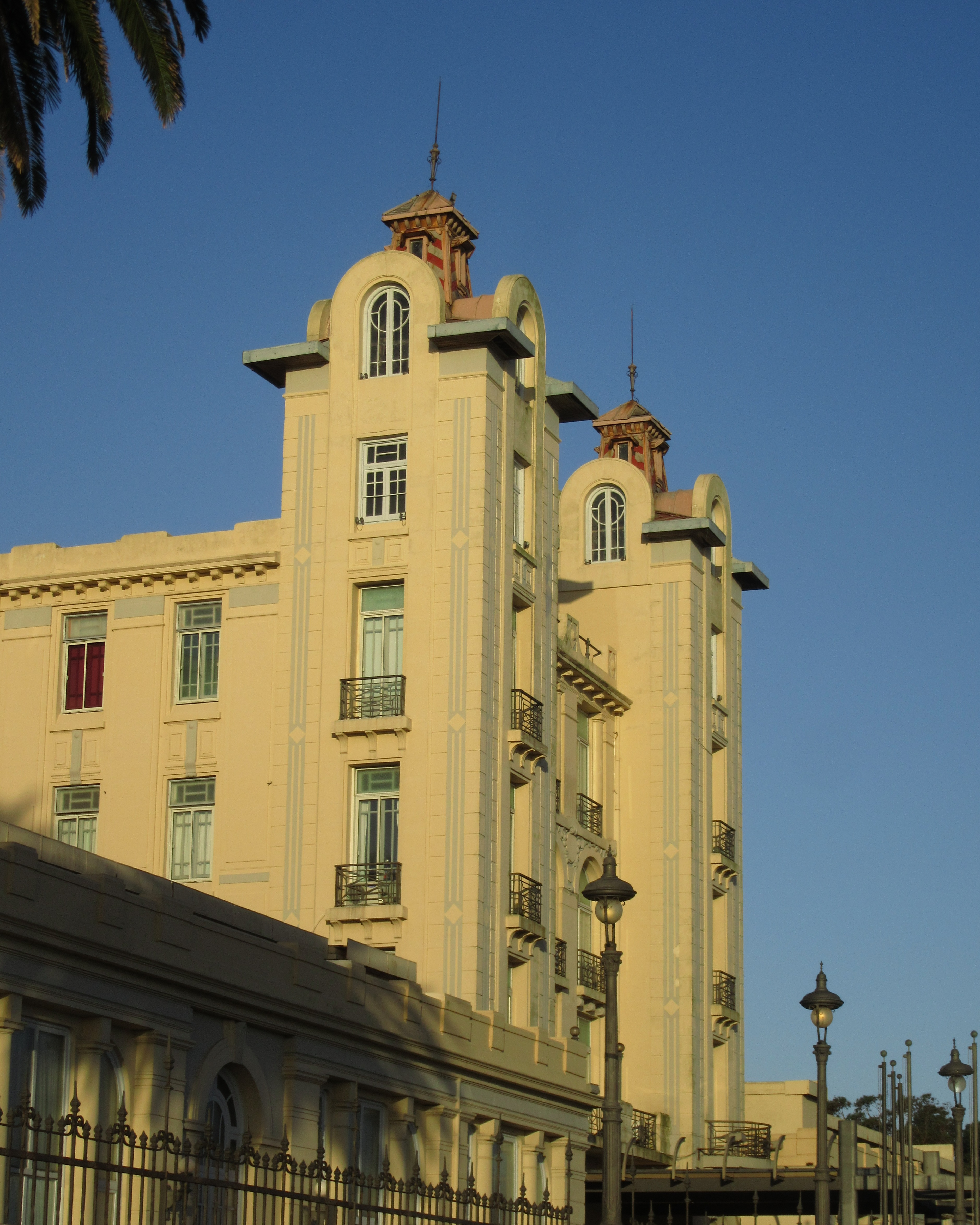
Detalles de las torres delanteras
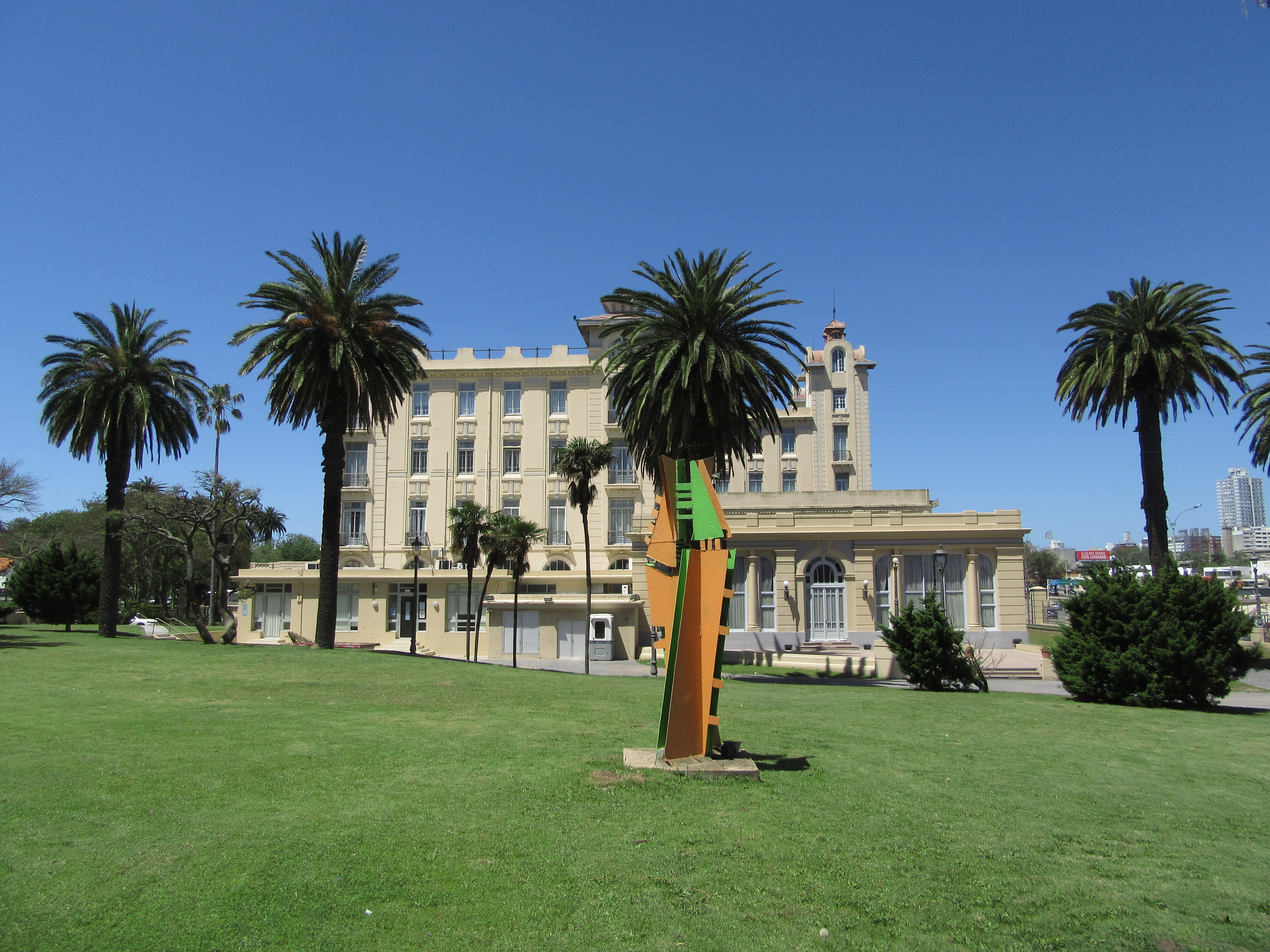
Vista de los jardines
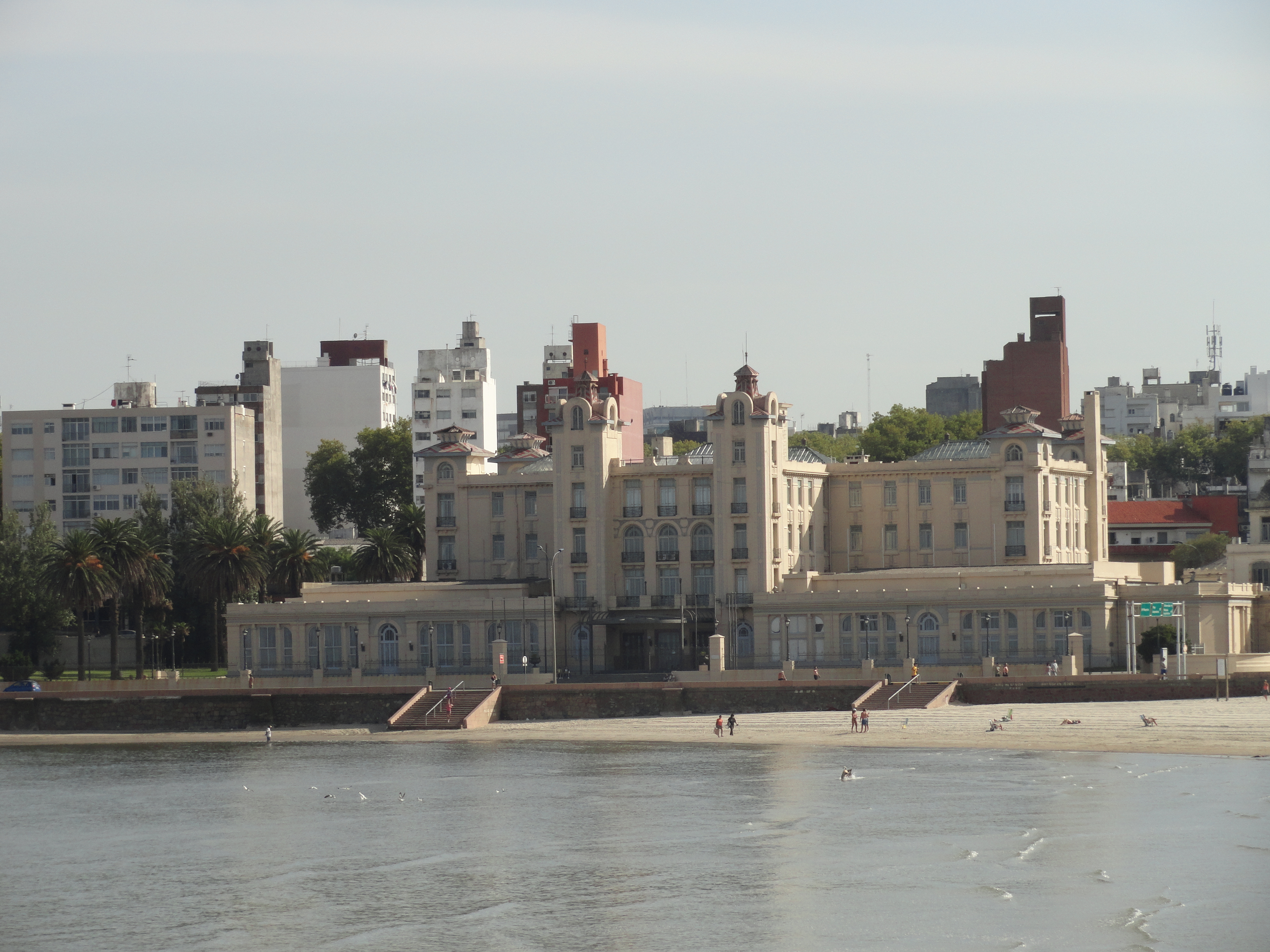
Visto desde las aguas
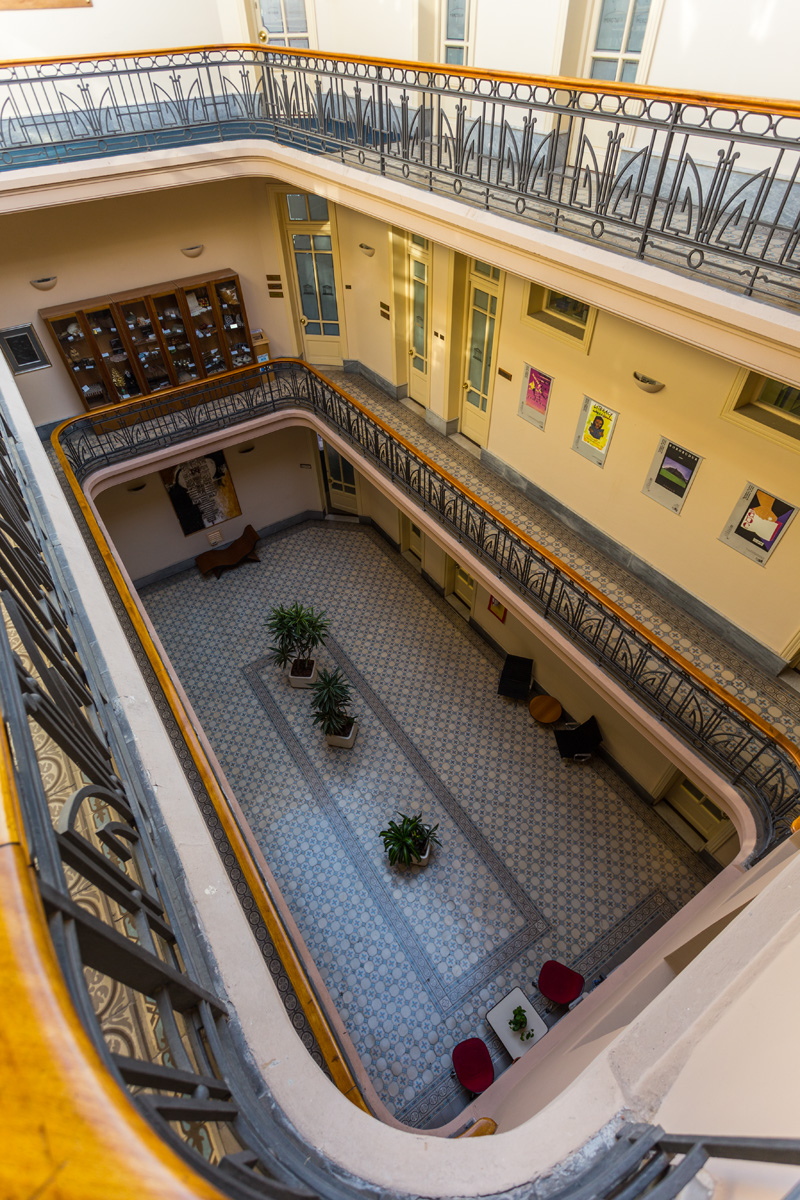
Interior
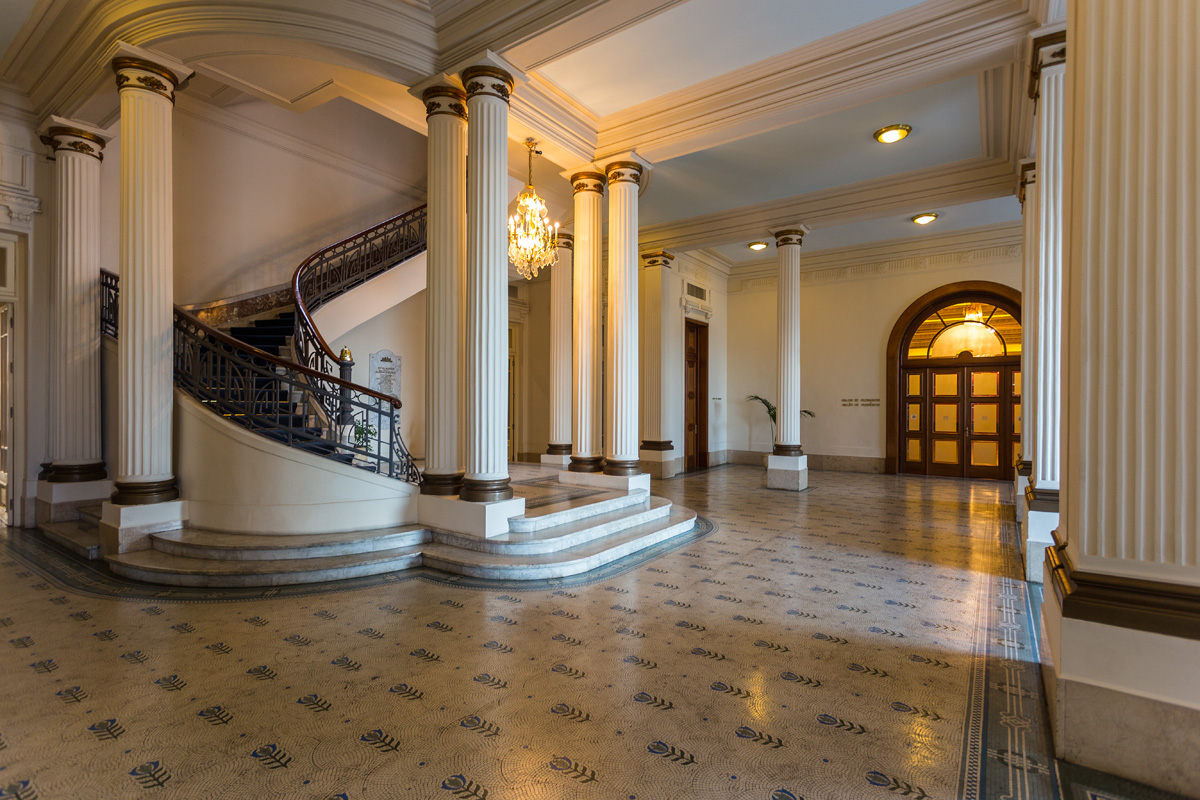
Columnas en decoración arquitectónica interna.
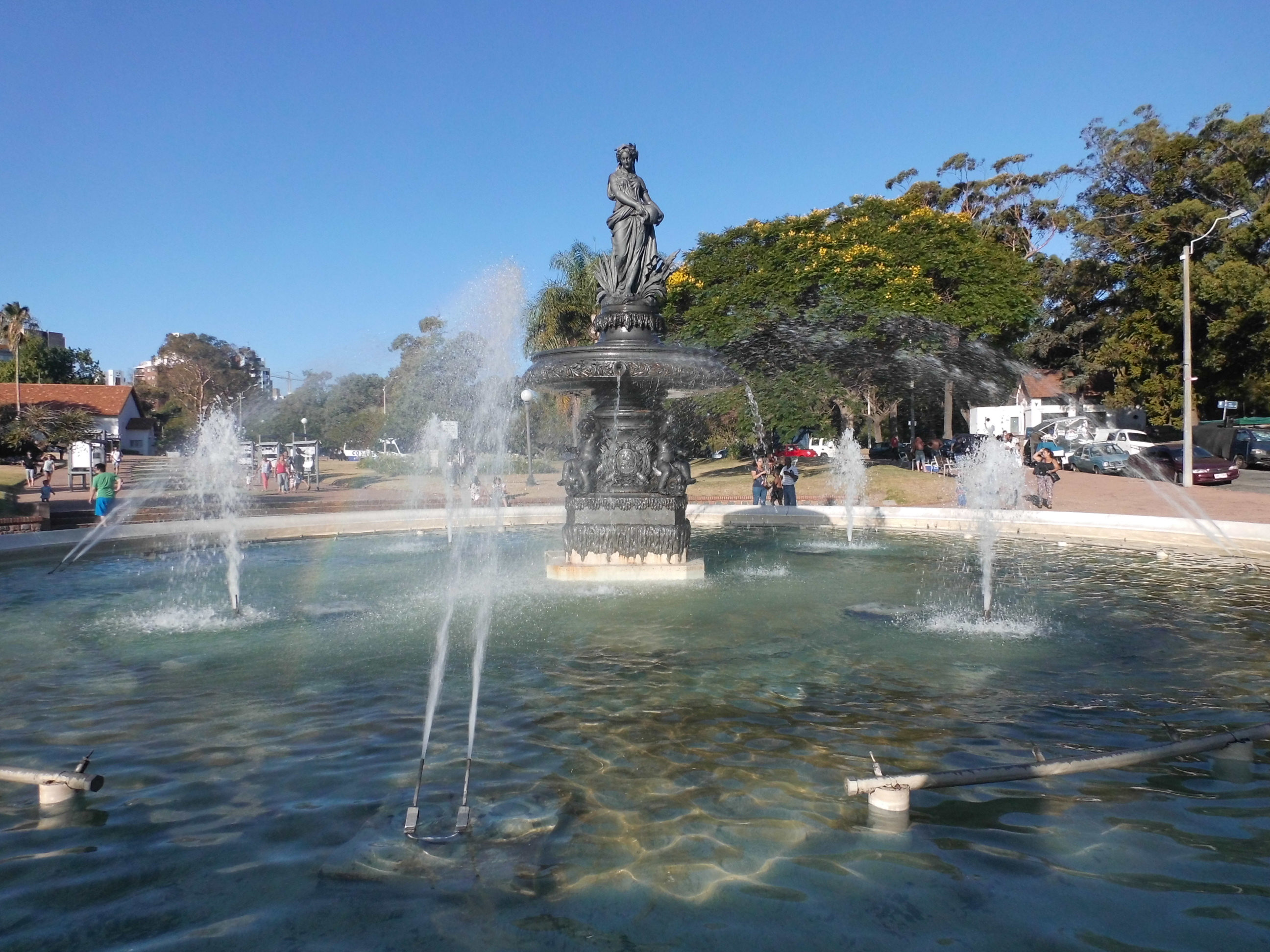
Fuente Le Source
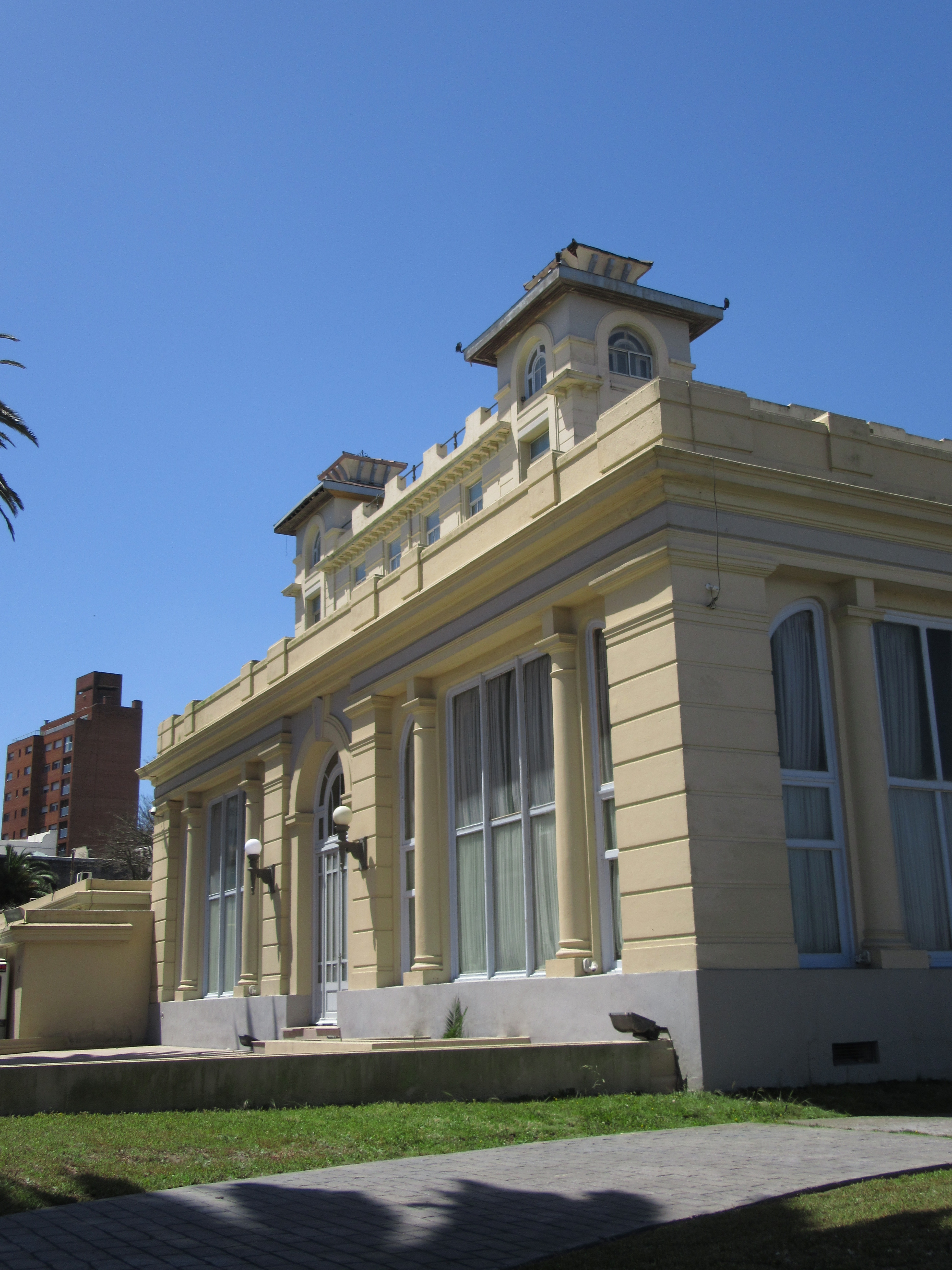
Arquitectura lateral
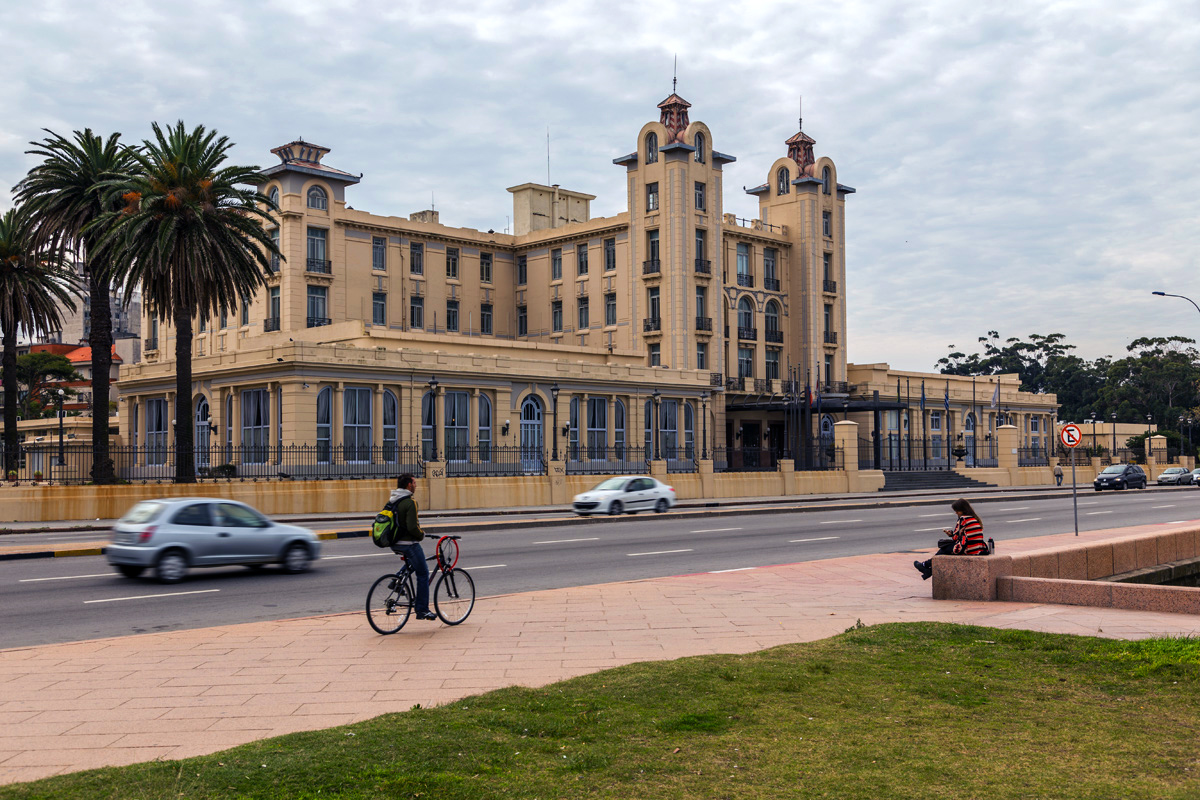
En 2013